# Callobius olympus
Espèce
Synonymes
- Amaurobius olympus Chamberlin & Ivie, 1947

Callobius olympus est une espèce d'araignées aranéomorphes de la famille des Amaurobiidae.

## Distribution
Cette espèce est endémique de Californie aux États-Unis,.

## Description
Le mâle holotype mesure 8,60 mm et la femelle paratype 12,00 mm.

## Publication originale
- Chamberlin & Ivie, 1947 : North American dictynid spiders. Annals of the Entomological Society of America, vol. 40, p. 29-55.